# Фортуна войны
«Фортуна войны» — американский боевик 1994 года, снятый сразу на видео, съёмки которого проходили на Филиппинах. Режиссёром фильма выступил Чери Нойтс, а Мэтт Салинджер выступил в качестве продюсера и исполнителя главной роли.

## Сюжет
Питер Кернан хочет раздать многочисленные долги и вернуться домой, поэтому соглашается на опасное дело — довезти груз с лекарствами в Камбоджу. Со своими компаньонами он попадает в переделки в джунглях и старается не потерять важный груз.

## В ролях
- Мэтт Салинджер — Matt Salinger — Peter Kernan
- Сэм Дженкинс — Sam Jenkins — Johanna Pimmler
- Хенг С. Нгор — Haing S. Ngor — Кхой Тхыон
- Мартин Шин — Martin Sheen — Francis Labeck
- Майкл Айронсайд — Michael Ironside — Carl Pimmler
- Майкл Нури — Michael Nouri — Father Aran
- Фрэнки Дж. Холден — Frankie J. Holden — Rodger Crawley
- Вик Диаз — Vic Diaz — Colonel Shan
- Джон Гетц — John Getz — Franklin Hewitt
- Луи Катана Louie Katana — Corporal